# Красне (Нікопольський район)
Кра́сне — село в Україні, у Нікопольському районі Дніпропетровської області. Входить до складу Покровської сільської громади.
До 2020 року у складі Покровської сільської ради. Населення — 5 мешканців.

## Населення

### Мова
Розподіл населення за рідною мовою за даними перепису 2001 року:
| Мова       | Кількість | Відсоток |
| ---------- | --------- | -------- |
| українська | 5         | 100%     |

## Географія
Село Красне знаходиться на лівому березі річки Базавлук, яка через 2,5 км впадає в Каховське водосховище, вище за течією на відстані 1 км розташоване місто Покров. Поруч проходять автомобільна дорога Н23 і залізниця, станція Платформа 75 км за 0,5 км.